# Igor Kijevski
Igor Kijevski (starovzhodnoslovansko  Игорь), kijevski veliki knez, † 945.
Prva ruska kronika Zgodovina minulih let, ki so jo začeli kijevski menihi pisati v 11. stoletju, pripoveduje, da je bil Igor sin Varjaga, novgorodskega kneza Rurika. Ob Rurikovi smrti (879) je bil mladoleten. Rurik je prepustil vladavino in skrbništvo nad Igorjem svojemu sorodniku Olegu, ki je potem vladal 33 let, vse do svoje smrti leta 912.

## Vladanje Olega
Oleg je najprej zadušil nekaj uporov, potem pa je z vojsko krenil proti jugu. Uporni mesti Smolensk in Ljubeč (starodavno mesto 250 km severno od Kijeva), sta se takoj predali. Oleg je napredoval proti Kijevu, kjer sta vladala Varjaga Askold in Dir. Zgodovina pripoveduje, da ju je s prevaro zvabil na sestanek, ju zajel in dal umoriti, češ da nimata pravice vladati, ker nista člana vladajoče rodbine. Po njuni smrti se je Kijev predal in Oleg ga je v imenu Igorja zasedel. Kijevsko oblast je postopoma razširil na skoraj vsa ruska plemena (Novgorodčani, Kriviči, Meri, Drevljani, Severjani, Poljani in Radimiči). Od vseh plemen so bili najmočnejši Drevljani, ki so naseljevali Polesje zahodno od Dnepra.
Oleg je sebe poimenoval "veliki knez", prebivalci njegov kneževine pa so se začeli imenovati Rusi (ime prednikov vzhodnih Slovanov, ki so ga stoletja kasneje prevzeli sodobni Rusi). Z osvojitvijo Kijeva je postal Oleg gospodar vodne poti od Baltika do Črnega morja. Kijev je bil tedaj že živahno mednarodno trgovsko mesto. Oleg ga je imenoval "mati ruskim mest". Gradil je tudi nova utrjena mesta in prebivalcem predpisoval davek.
O Olegovem vladanju pripovedujejo le zgodbe iz Zgodovine minulih let, v katerih se dejanski dogodki neprestano prepletajo z legendo. Iz njih je mogoče zanesljivo razbrati le, da so Rusi imeli stike z Bizantinci in da so z njimi sklepali trgovske posle. Pogodbe so zaključevali s prisego, v kateri so se sklicevali na svoje orožje in svoja boga Peruna in Volosa.

## Igorjevo vladanje
Po Olegovi smrti leta 912 je zavladal Igor sam.
Dvakrat je napadel Konstantinopel. Prvi napad se je končal s hudim porazom Rusov na kopnem in na morju. Drugič, leta 944, je Igor predhodno sklenil zavezništvo s Pečenegi. Vedoč, da se tako veliki vojski ne bodo mogli upirati, so Bizantinci pristali na plačilo davka in sklenitev trgovskega sporazuma z Rusi. Sporazum so potrdili s prisego, ki razkriva, da so bili nekateri člani Igorjeve pogajalske ekipe že kristjani.
Leto dni kasneje so Drevljani Igorja zajeli, ko je lahkomiselno prišel z majhno vojaško enoto k njim pobirat davek, in ga na krut način usmrtili (Zgodovina navaja, da so njegove ude privezali na upognjene breze, ki so jih potem sprostili).
Igorja je nasledil sin Svjatoslav I. Ker je bil mladoleten, je namesto njega zavladala njegova mati Olga, Olegova hčerka.